# Milna (Hvar)
Milna je vesnice a přímořské letovisko v Chorvatsku ve Splitsko-dalmatské župě, nacházející se na jihozápadě ostrova Hvar, spadající pod opčinu města Hvar. V roce 2011 zde žilo 104 obyvatel. V roce 1991 většinu obyvatelstva (90,41 %) tvořili Chorvati.
Sousedními letovisky jsou Hvar a Zaraće.